# Fernando Nélson
Pour les articles homonymes, voir Nélson.
Fernando Nélson, de son nom complet Fernando Nélson Jesus Vieira Alves, communément appelé Nélson, est un footballeur portugais né le 5 novembre 1971 à Porto. Il évoluait au poste d'arrière droit.

## Biographie
International, il reçoit 10 sélections en équipe du Portugal.

## Carrière
- 1990-1991 :  SC Salgueiros
- 1991-1996 :  Sporting Portugal
- 1996-1998 :  Aston Villa
- 1998-2002 :  FC Porto
- 2002-2004 :  Vitória Setúbal
- 2004-2005 :  SC Rio Tinto

## Palmarès

### En club
Avec le Sporting Portugal :
- Vainqueur de la Supercoupe du Portugal en 1995

Avec le FC Porto :
- Champion du Portugal en 1999
- Vainqueur de la Coupe du Portugal en 2001

### En sélection
- Finaliste de l'Euro espoirs en 1994
- Vainqueur de la Coupe du monde des moins de 20 ans en 1991